# Expedição inglesa a Valdivia

Rota da expedição de Narborough a Valdivia. São mostradas as fronteiras políticas modernas entre o Chile e a Argentina.

No final da década de 1660, os governantes ingleses já vinham considerando invadir o Chile, então sob domínio espanhol, há vários anos. Em 1655, Simón de Casseres propôs a Oliver Cromwell um plano para conquistar o Chile com apenas quatro navios e mil homens.
Após a Guerra Anglo-Espanhola de 1662–1668, John Narborough foi escolhido para conduzir uma viagem secreta pelos Mares do Sul. Ele partiu de Deptford em 26 de setembro de 1669 e entrou no Estreito de Magalhães em outubro do ano seguinte. Em 1670, visitou Porto Desejado na Patagônia oriental e reivindicou o território para Inglaterra. Após desembarcar em vários pontos, a expedição finalmente chegou à altamente fortificada Bahia de Corral no final de dezembro de 1670. Lá, a expedição estabeleceu contato com a guarnição espanhola, cujos comandantes estavam altamente desconfiados das intenções de Narborough, apesar de a Inglaterra estar em paz com a Espanha. Os espanhóis exigiram e receberam quatro reféns ingleses em troca de permitir a entrada do navio de Narborough na baía. Apesar de alegarem estar em situação de aflição e necessitarem de provisões, os espanhóis recusaram-se a fornecê-las, pois as tripulações aparentavam boa saúde e as verdadeiras intenções de Narborough lhes eram obscuras. Narborough, então, inesperadamente decidiu partir, e seu navio deixou a Bahia de Corral em 31 de dezembro. Os quatro reféns ingleses e um homem conhecido como Carlos Enriques foram deixados para trás, acabando por ser presos em Lima, onde foram submetidos a longos interrogatórios, enquanto os espanhóis tentavam descobrir o objetivo da expedição de Narborough. Narborough retornou para casa em junho de 1671 sem alcançar seu propósito original. Uma narrativa da expedição foi publicada em Londres em 1694 sob o título An Account of several late Voyages and Discoveries to the South and North.

## Resposta espanhola
O Conde de Molina de Herrera, Antonio de Tovar y Paz, soube da expedição de Narborough enquanto atuava como Embaixador na Corte de St James's. A informação provavelmente foi complementada por rumores de atividades navais espalhados pelos povos indígenas da Patagônia, com os quais os espanhóis mantinham contato em Chiloé.
Em resposta, os espanhóis organizaram as expedições de Jerónimo Diez de Mendoza, Bartolomé Gallardo e de Antonio de Vea nos três verões consecutivos de 1674–1676, em busca de notícias de qualquer presença inglesa. A expedição de Jerónimo Diez de Mendoza levou para Chacao, Chiloé, Cristóbal Talcapillán, um indígena chono cujas alegações sobre bases "Morohuinca" (em inglês) no extremo sul causaram preocupação às autoridades espanholas. A expedição de Antonio de Vea não conseguiu encontrar nenhum indício que confirmasse a presença inglesa. Eventualmente, os espanhóis concluíram que Talcapillán estava mentindo e o dispensaram.
Outra resposta à expedição de Narborough foi a proposta de Fajardo y Álvarez de Toledo de fortificar o Estreito de Magalhães. Essa proposta foi rejeitada pelo Conselho de Estado espanhol. Os altos custos, as dificuldades de navegação no estreito e a presumida baixa capacidade das fortificações para impedir a passagem fizeram com que o conselho decidisse contra a proposta. Posteriormente, o Conselho das Índias ratificou essas conclusões, encerrando a discussão.

### Aguada do Inglês
O local da Bahia de Corral que Narborough se aproximou passou a ser conhecido como Aguada do Inglês (literalmente, "abastecimento de água dos ingleses"). Um forte foi construído ali no final do século XVIII para evitar qualquer desembarque por inimigos da Espanha. Foi construído seguindo os planos de 1779 do engenheiro militar Antonio Duce. O engenheiro militar Manuel Olaguer Feliú acreditava que o forte de Aguada do Inglês, o mesmo local onde Narborough se aproximara da costa, seria o ponto de desembarque para um ataque inimigo contra o sistema de fortes. Para esse fim, de acordo com os planos de Olaguer Feliú, esse forte deveria concentrar a maioria das tropas em caso de guerra.
Durante a Captura de Valdivia em 1820, Thomas Cochrane desembarcou tropas patriotas em Aguada do Inglês, levando à queda de todo o sistema de fortes. Isso validou o plano de Olaguer Feliú.